# Парк-Фоллс (Вісконсин)
Парк-Фоллс (англ. Park Falls) — місто (англ. city) в США, в окрузі Прайс штату Вісконсин. Населення — 2410 осіб (2020).

## Географія
Парк-Фоллс розташований за координатами 45°56′19″ пн. ш. 90°26′32″ зх. д. / 45.93861° пн. ш. 90.44222° зх. д. (45.938742, -90.442256).  За даними Бюро перепису населення США в 2010 році місто мало площу 9,92 км², з яких 9,32 км² — суходіл та 0,60 км² — водойми.

## Демографія
Згідно з переписом 2010 року, у місті мешкали 2462 особи в 1096 домогосподарствах у складі 622 родин. Густота населення становила 248 осіб/км².  Було 1283 помешкання (129/км²).
Расовий склад населення:
| - 94,7 % — білих - 2,3 % — вихідців з тихоокеанських островів - 0,6 % — азіатів - 0,4 % — чорних або афроамериканців - 0,3 % — корінних американців |

До двох чи більше рас належало 1,6 %. Частка іспаномовних становила 1,0 % від усіх жителів.
За віковим діапазоном населення розподілялося таким чином: 21,4 % — особи молодші 18 років, 55,8 % — особи у віці 18—64 років, 22,8 % — особи у віці 65 років та старші. Медіана віку мешканця становила 46,9 року. На 100 осіб жіночої статі у місті припадало 95,6 чоловіків;  на 100 жінок у віці від 18 років та старших — 94,0 чоловіків також старших 18 років.
Середній дохід на одне домашнє господарство  становив 45 488 доларів США (медіана — 37 644), а середній дохід на одну сім'ю — 55 716 доларів (медіана — 51 250). Медіана доходів становила 45 192 долари для чоловіків та 29 394 долари для жінок. За межею бідності перебувало 19,6 % осіб, у тому числі 24,5 % дітей у віці до 18 років та 12,3 % осіб у віці 65 років та старших.
Цивільне працевлаштоване населення становило 1016 осіб. Основні галузі зайнятості: виробництво — 26,9 %, освіта, охорона здоров'я та соціальна допомога — 26,0 %, мистецтво, розваги та відпочинок — 11,1 %, роздрібна торгівля — 8,0 %.